# Cetelem
Cetelem és una entitat bancària del grup BNP Paribas especialitzada en la concessió de crèdits al consum (crèdit al consum, crèdit on-line i targetes).